# Reynolds (Dacota do Norte)
Reynolds é uma cidade localizada no estado norte-americano de Dacota do Norte, no Condado de Grand Forks e Condado de Traill.

## Demografia
Segundo o censo norte-americano de 2000, a sua população era de 350 habitantes.
Em 2006, foi estimada uma população de 333, um decréscimo de 17 (-4.9%).

## Geografia
De acordo com o United States Census Bureau tem uma área de
1,7 km², dos quais 1,7 km² cobertos por terra e 0,0 km² cobertos por água.

## Localidades na vizinhança
O diagrama seguinte representa as localidades num raio de 28 km ao redor de Reynolds.